# Pawlo Tschubynskyj

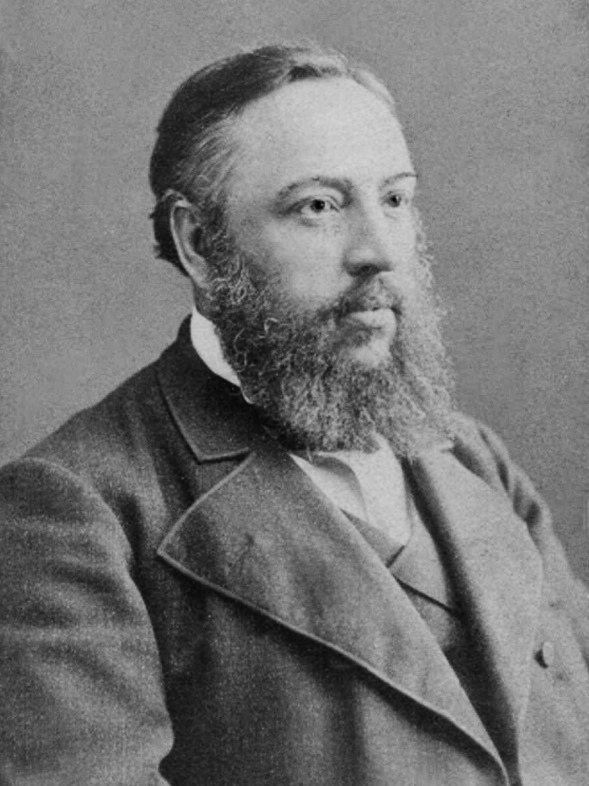
Pawlo Tschubynskyj

Pawlo Platonowytsch Tschubynskyj (ukrainisch Павло Платонович Чубинський, russisch Павел Платонович Чубинский/Pawel Platonowitsch Tschubinski; * 15. Januarjul. / 27. Januar 1839greg. in Boryspil, Gouvernement Tschernigow, Russisches Kaiserreich; † 17. Januarjul. / 29. Januar 1884greg. in Kiew) war ein ukrainischer Ethnograph, Folklorist, Historiker, Geograph und Journalist.
Bekannt ist er als Verfasser des im Herbst 1862 entstandenen Gedichtes Schtsche ne wmerla Ukrajina (zu deutsch Noch ist die Ukraine nicht gestorben), das, vertont von Mychajlo Werbyzkyj, zur Grundlage der heutigen Nationalhymne der Ukraine wurde.

## Leben
Tschubynskyj kam auf einem Bauernhof im 1993 nach ihm benannten Dorf Tschubynske bei Boryspil als Sohn eines verarmten Adeligen zur Welt. Er studierte an der Juristischen Fakultät der Universität Sankt Petersburg. 1862 schrieb er das Gedicht Schtsche ne wmerla Ukrajina, woraufhin er vom Polizeichef Prinz Wassili Andrejewitsch Dolgorukow  wegen „schädlichem Einfluss auf die Köpfe der Bürgerlichen“ noch im selben Jahr nach Archangelsk verbannt wurde, wo er die nächsten sieben Jahre verbrachte.
1869 kehrte er nach Sankt Petersburg zurück und wurde Leiter einer ethnographischen statistischen Expedition. Während dieser studierte er in den Jahren 1869 und 1870 das tägliche Leben, Volksbräuche, Dialekte, Folklore und den Volksglauben in der Ukraine, Weißrussland und Moldawien. Zwischen 1873 und 1876 leitete er die südwestliche Filiale der Kaiserlich-russischen geographischen Gesellschaft.
Seine Arbeit leistete einen wichtigen Beitrag zur Erhaltung von Dokumenten der ukrainischen Kultur und Originalität. Für seine Forschungen erhielt er 1873 eine Goldmedaille von der Russischen Geographischen Gesellschaft, 1875 eine Goldmedaille des Internationalen  ethnographischen Kongresses in Paris und 1879 erhielt er mit dem Uwarow-Preis der Russischen Akademie der Wissenschaften die höchste wissenschaftliche Auszeichnung in Russland. Zudem erlangte er Bekanntheit durch seine Dichtungen. Er starb 1884 nach langer, schwerer Krankheit in Kiew und wurde in seinem Geburtsort beigesetzt.

## Familie
Sein Sohn Mychajlo Tschubynskyj war vom 8. Mai 1918 bis zum 24. August 1918 Justizminister des Ukrainischen Staats.